# Liste der Meistermannschaften von Hajduk Split
Die nachfolgende Liste enthält alle Meistermannschaften von Hajduk Split in der jugoslawischen bzw. kroatischen Fußballliga:
| Nr. | Spielzeit | Anzahl der Spiele | Spieler (Einsätze/Tore) | Trainer              |
| --- | --------- | ----------------- | --- | -------------------- |
| 01  | 1927      | 05                | Mirko Bonačić (5/1), Ante Bonačić (5/4), Miroslav Dešković (5/1), Renzo Gazzari (5/0), Otmar Gazzari (5/0), Leo Lemešić (5/1), Ivan Montana (5/0), Šime Poduje (5/0), Veljko Poduje (5/3), Vinko Radić (5/4), Mihovil Borovčić Kurir (4/1), Petar Borovčić Kurir (1/0) | Luka Kaliterna       |
| 02  | 1929      | 10                | Ante Bakotić (10/5), Ljubomir Benčić (10/13), Ante Bonačić (10/4), Miroslav Dešković (10/1), Leo Lemešić (10/2), Marko Mikačić (10/0), Janko Rodin (10/0), Bartul Čulić (9/0), Ivan Montana (8/0), Veljko Poduje (8/0), Šime Poduje (7/2), Dušan Stipanović (4/1), Josip Jukić (1/0), Vladimir Kragić (1/1), Vinko Radić (1/0), Vinko Viličić (1/0) | Luka Kaliterna       |
| 03  | 1940/41   | 18                | Anđelko Marušić (18/0), Jozo Matošić (18/2), Gajo Raffanelli (18/0), Jiří Sobotka (18/13), Ratko Kacijan (15/17), Miljenko Batinić (14/8), Ivo Radovniković (14/9), Ivo Alujević (13/10), Branko Bakotić (13/0), Ljubomir Kokeza (12/0), Miljenko Krstulović (12/0), Frane Matošić (8/13), Petar Brkljača (6/0), Josip Crnogača (5/0), Branko Viđak (4/0), Slavko Luštica (3/0), Radoslav Jelačić (2/0), Veljko Lovrić (2/1), Mirko Lolić (1/0), Šime Milutin (1/0), Frane Pilić (1/1) | Ljubomir Benčić      |
| 04  | 1945      | 01                | Vojko Andrijašević (1/0), Božo Broketa (1/0), Ervin Katnić (1/0), Ljubomir Kokeza (1/0), Miljenko Krstulović (1/0), Anton Lokošek (1(0), Slavko Luštica (1/0), Jozo Matošić (1/0), Frane Matošić (1/1), Ivo Mrčić (1/1), Ivo Radovniković (1/0) |                      |
| 05  | 1946      | 16                | Božo Broketa (16/1), Ljubomir Kokeza (16/0), Ivo Mrčić (16/9), Miljenko Batinić (15/1), Anton Lokošek (14/4), Slavko Luštica (14/0), Frane Matošić (14/15), Ivo Radovniković (13/3), Jozo Matošić (12/0), Vojko Andrijašević (11/8), Branko Viđak (11/11), Tonči Radovniković (10/6), Branko Stinčić (9/0), Petar Brkljača (2/0), Ervin Katnić (2/0), Hrvoje Čulić (1/0) | Ljubomir Benčić      |
| 06  | 1950      | 18                | Vladimir Beara (18), Božo Broketa (18/1), Ervin Katnić (18), Slavko Luštica (18/4), Frane Matošić (18/6), Bernard Vukas (18/4), Ivo Radovniković (16/2), Ljubomir Kokeza (15), Branko Viđak (12/5), Dragutin Drvodelić (11), Ivo Mrčić (10), Krešimir Arapović (8/1), Stane Krstulović (7/1), Vlado Schönauer (4), Tonči Radovniković (3), Milorad Diskić (2), Vojko Andrijašević (1/1), Miljenko Batinić (1) | Luka Kaliterna       |
| 07  | 1952      | 16                | Vladimir Beara (16/0), Božo Broketa (16/3), Lenko Grčić (16/0), Slavko Luštica (16/1), Bernard Vukas (16/8), Frane Matošić (15/6), Stane Krstulović (13/7), Vlado Schönauer (13/4), Krešimir Arapović (11/2), Ervin Katnić (11/0), Ljubomir Kokeza (11/0), Ivo Mrčić (8/0), Ante Mladinić (5/1), Zdravko Juričko (4/1), Vojko Andrijašević (2/2), Milorad Diskić (1/0), Dragutin Drvodelić (1/0), Davor Grčić (1/0) | Jozo Matošić         |
| 08  | 1954/55   | 26                | Davor Grčić (26/1), Slavko Luštica (26/1), Joško Vidošević (26/18), Bernard Vukas (26/20), Ljubomir Kokeza (25/0), Sulejman Rebac (23/9), Vlado Schönauer (22/7), Frane Matošić (21/8), Vladimir Beara (20/0), Božo Broketa (20/1), Lenko Grčić (20/0), Nikola Radović (20/1), Ante Vulić (6/0), Bogdan Kragić (3/3), Davor Benčić (1/0), Leo Dadić (1/0) | Aleksandar Tomašević |
| 09  | 1970/71   | 34                | Ivica Hlevnjak (34/6), Dragan Holcer (33/0), Jurica Jerković (33/11), Vilson Džoni (32/0), Ivan Pavlica (30/7), Mićun Jovanić (29/7), Marino Lemešić (29/1), Radomir Vukčević (25/0), Petar Nadoveza (24/20), Miroslav Vardić (23/4), Mario Boljat (20/0), Miroslav Bošković (16/1), Ivan Buljan (16/1), Luka Peruzović (14/0), Dinko Žutelija (12/1), Dražen Mužinić (11/0), Ante Sirković (9/0), Joško Gluić (8/0), Veselin Zrilić (8/0), Vladimir Smolčić (3/0), Ivica Matković (2/0), Miroslav Ferić (1/0), Ante Ivković (1/0) | Slavko Luštica       |
| 10  | 1973/74   | 34                | Ivica Šurjak (34/8), Rizah Mešković (33/0), Jurica Jerković (32/9), Luka Peruzović (31/1), Slaviša Žungul (30/12), Dražen Mužinić (30/2), Vedran Rožić (29/0), Branko Oblak (28/5), Dragan Holcer (26/0), Ivan Buljan (25/2), Vilson Džoni (24/2), Željko Mijač (22/2), Mario Boljat (21/1), Mićun Jovanić (16/3), Ivica Matković (15/3), Goran Jurišić (11/2), Joško Gluić (3/0), Berislav Poldrugovac (3/0), Nenad Šalov (2/0), Ivan Katalinić (2/0) | Tomislav Ivić        |
| 11  | 1974/75   | 34                | Ivan Buljan (34/1), Slaviša Žungul (33/15), Jurica Jerković (33/9), Ivica Šurjak (31/7), Dražen Mužinić (31/0), Vedran Rožić (30/0), Vilson Džoni (29/2), Mario Boljat (27/2), Željko Mijač (24/6), Luka Peruzović (24/1), Mićun Jovanić (18/3), Rizah Mešković (16), Šime Luketin (15/1), Marin Kurtela (14/0), Ivan Katalinić (13/0), Nenad Šalov (8/1), Ivica Matković (8/1), Branko Oblak (7/4), Vjeran Simunić (7/0), Dragan Holcer (4/0), Vladimir Smolčić (4/0), Joško Duplančić (3/1) | Tomislav Ivić        |
| 12  | 1978/79   | 34                | Borislav Đorđević (32/4), Šime Luketin (32/3), Vedran Rožić (32/0), Mišo Krstičević (30/7), Luka Peruzović (30/0), Dražen Mužinić (29/0), Boro Primorac (29/10), Ivica Šurjak (27/6), Nenad Šalov (25/1), Zlatko Vujović (25/10), Ivan Budinčević (21/0), Zoran Vujović (19/4), Slaviša Žungul (17/12), Davor Čop (16/2), Mićun Jovanić (16/2), Špiro Ćosić (11/0), Damir Maričić (9/0), Ivica Matković (4/0), Mario Boljat (3/1), Robert Juričko (2/0), Milorad Nižetić (2/0), Marijan Zovko (2/0), Ivan Gudelj (1/0), Ivan Katalinić (1/0) | Tomislav Ivić        |
| 13  | 1992      | 22                | Mario Novaković (22/1), Slaven Bilić (20/1), Ardian Kozniku (20/12), Ivica Mornar (19/7), Igor Štimac (18/0), Eduard Abazi (18/1), Joško Jeličić (18/4), Ante Miše (17/6), Goran Vučević (17/8), Joško Španjić (16/1), Robert Vladislavić (16/1), Vatroslav Mihačić (12/0), Zoran Slavica (11/0), Tomislav Erceg (10/1), Marijo Osibov (7/0), Stjepan Andrijašević (6/0), Hari Vukas (6/1), Joško Farac (4/0), Ante Hrgović (3/0), Ante Ivica (3/0), Joško Bilić (2/0), Ivo Cuzzi (2/0), Milan Rapaić (2/0) | Stanko Poklepović    |
| 14  | 1993/94   | 34                | Mirsad Hibić (32/3), Dean Računica (32/12), Nenad Pralija (29/5), Ante Miše (28/7), Tomislav Erceg (27/18), Ardian Kozniku (27/12), Ivica Mornar (27/8), Milan Rapaić (25/8), Vatroslav Mihačić (23/0), Darko Butorović (22/1), Robert Vladislavić (22/1), Joško Španjić (21/0), Stipe Balajić (20/5), Saša Peršon (20/0), Marijo Osibov (19/1), Karol Praženica (14/0), Zoran Slavica (13/0), Srđan Mladinić (12/0), Zoran Vulić (9/2), Stjepan Andrijašević (6/1), Dalibor Filipović (5/0), Denis Putnik (3/0), Ivo Cuzzi (2/0), Vik Lalić (1/0) | Ivan Katalinić       |
| 15  | 1994/95   | 30                | Tomislav Erceg (27/17), Mirsad Hibić (27/3), Darko Butorović (25/3), Nenad Pralija (23/11), Saša Peršon (22/0), Igor Štimac (21/2), Aljoša Asanović (21/5), Mario Meštrović (20/0), Milan Rapaić (18/2), Tonći Gabrić (17/0), Renato Jurčec (14/7), Zoran Slavica (13/0), Goran Vučević (13/3), Damir Vuica (13/0), Darko Jozinović (12/0), Zoran Vulić (12/2), Stjepan Andrijašević (11/4), Kazimir Vulić (11/0), Karol Praženica (10/0), Ivica Mornar (9/3), Dean Računica (7/1), Hari Vukas (7/4), Ivan Jurić] (5/0), Sead Seferović (5/0), Joško Španjić (4/0), Dalibor Filipović (4/0), Vik Lalić (4/1), Stipe Balajić (3/0), Joško Bilić (3/0), Tonći Martić (2/0), Sandro Tomić (2/0), Robert Vladislavić (2/0)                    | Ivan Katalinić       |
| 16  | 2000/01   | 32                | Mate Bilić (32/10), Stipe Pletikosa (31/1), Ivan Bošnjak (30/6), Ivan Leko (30/13), Darko Miladin (28/2), Stanko Bubalo (26/14), Ante Miše (26/0), Igor Musa (25/4), Zvonimir Deranja (23/11), Goran Sablić (23/1), Mario Carević (21/0), Igor Đuzelov (20/0), Srđan Andrić (20/1), Ante Jažić (16/0), Jurica Puljiz (14/0), Krunoslav Rendulić (10/1), Darijo Srna (10), Tonči Pirija (9), Dalibor Božac (8/1), Vik Lalić (8/0), Vlatko Đolonga (7/0), Ivan Radeljić (5/0), Hrvoje Vuković (5), Goran Vučević (3), Mirko Hrgović (2/0), Ivan Jerković (2/0), Zoran Ratković (2/0), Duje Špalj (1/0), Vedran Celiščak (1/0), Anthony Grdić (1/0), Stipe Matić (1/0), Dragan Stojkić (1/0)                                                 | Zoran Vulić          |
| 17  | 2003/04   | 32                | Mato Neretljak (29/1), Petar Krpan (28/12), Dragan Blatnjak (27/3), Nino Bule (27/9), Mario Carević (26/1), Hrvoje Vejić (25), Vlatko Đolonga (24/6), Nenad Pralija (24/2), Tomislav Rukavina (23/0), Srđan Andrić (21/2), Frane Čačić (19/2), Darko Miladin (19/0), Natko Rački (17/6), Vladimir Balić (16/0), Almir Turković (16/5), Dean Računica (14/4), Stjepan Skočibušić (12/1), Hrvoje Vuković (10/0), Eric Matos De Oliveira (8/0), Zlatko Runje (8/0), Hrvoje Sunara (8/3), Goran Talevski (8/0), Andrija Balajić (7/0), Zvonimir Deranja (7/3), Suad Filekovič (5/1), Mario Grgurović (5/1), Klemen Lavrič (3/0), Tomislav Grčić (2/0), Nikica Jelavić (2/0), Ante Miše (2/0)                                                  | Petar Nadoveza       |
| 18  | 2004/05   | 32                | Dragan Blatnjak (27/9), Hrvoje Vejić (27/3), Mladen Bartulović (26/1), Tvrtko Kale (26/1), Luka Vučko (24/0), Dario Damjanović (22/1), Tomislav Bušić (21/11), Mario Grgurović (21/2), Almir Turković (21/4), Mate Dragičević (19/5), Mato Neretljak (18/1), Tonči Žilić (17/1), Pablo Munhoz (17/3), Nenad Pralija (16/1), Tomislav Rukavina (15/0), Ivan Leko (14/3), Vlatko Đolonga (13/0), Niko Kranjčar (13/2), Krunoslav Lovrek (13/2), Petar Šuto (12), Natko Rački (11/2), Frane Čačić (9/4), Bulend Biščević (8/1), Vladimir Balić (6/0), Danijel Hrman (6/0), Mario Carević (5/0), Frane Lojić (4/0), Darko Miladin (4/0), Mirza Mešić (3/0), Ferdo Milin (3/0), Nenad Vučković (3/0), Suad Filekovič (2/0), Zoran Roglić (2/0) | Igor Štimac          |